# Liste der Monuments historiques in Briord
Die Liste der Monuments historiques in Briord führt die Monuments historiques in der französischen Gemeinde Briord auf.

## Liste der Bauwerke
| Bezeichnung         | Beschreibung | Standort | Kennzeichnung | Schutzstatus | Datum | Bild           |
| ------------------- | ------------ | -------- | ------------- | ------------ | ----- | -------------- |
| Römischer Aquädukt  |              | (Lage)   | PA00116351    | Classé       | 1904  | weitere Bilder |
| Schloss Saint-André |              | (Lage)   | PA00116352    | Classé       | 1862  | weitere Bilder |

## Liste der Objekte
- Monuments historiques (Objekte) in Briord in der Base Palissy des französischen Kultusministeriums